# مارین‌ویل (پنسیلوانیا)
مارین‌ویل (به انگلیسی: Marienville) یک منطقهٔ مسکونی در ایالات متحده آمریکا است که در شهرستان فارست، پنسیلوانیا واقع شده‌است. مارین‌ویل ۱۵٫۷ کیلومتر مربع مساحت و ۳٬۱۳۷ نفر جمعیت دارد و ۵۲۸٫۸۳ متر بالاتر از سطح دریا واقع شده‌است.